# Wolf (serie televisiva)
Wolf è una serie televisiva statunitense in 12 episodi trasmessi per la prima volta nel corso di una sola stagione dal 1989 al 1990.
È una serie del genere poliziesco incentrata sulle vicende dell'ex poliziotto di San Francisco Tony Wolf (interpretato da Jack Scalia) che, dopo essere stato cacciato dalle forze dell'ordine per false accuse di corruzione, va a vivere su un peschereccio attraccato nella baia insieme al padre Sal. Di tanto in tanto risolve casi per conto del procuratore Dylan Elliot.
La serie si rivelò un flop di ascolti in patria e fu congelata dopo i primi dieci episodi a novembre del 1989. Gli ultimi due episodi furono trasmessi a giugno del 1990 prima della cancellazione.

## Personaggi e interpreti
- Tony Wolf (12 episodi, 1989-1990), interpretato da Jack Scalia.
- Connie Bacarri (12 episodi, 1989-1990), interpretata da Mimi Kuzyk.
È una vecchia fiamma di Tony dei tempi del liceo.
- Angeline Bacarri (12 episodi, 1989-1990), interpretata da J.C. Brandy.
È la figlia adolescente di Connie.
- Sal Wolf (11 episodi, 1989-1990), interpretato da Joseph Sirola.
È il padre di Tony.
- Detective Stone (5 episodi, 1989), interpretato da Steve C. Porter.
- Dylan Elliott, interpretato da Nicolas Surovy.
È un procuratore che aveva fatto cacciare Tony dalla polizia con false accuse e che ora dubita della sua colpevolezza.
- Melissa Shaw Elliott, interpretata da Judith Hoag.

## Produzione
La serie fu ideata da David E. Peckinpah, che firma anche da produttore esecutivo con Rod Holcomb, e girata a San Francisco in California. Le musiche furono composte da Artie Kane.

## Distribuzione
La serie fu trasmessa negli Stati Uniti dal 13 settembre 1989 al 28 giugno 1990 sulla rete televisiva CBS. In Italia è stata trasmessa su reti locali con il titolo Wolf.

## Episodi
| Stagione       | Episodi | Prima TV USA |
| -------------- | ------- | ------------ |
| Prima stagione | 12      | 1989-1990    |